# Paulskirche (Schwerin)

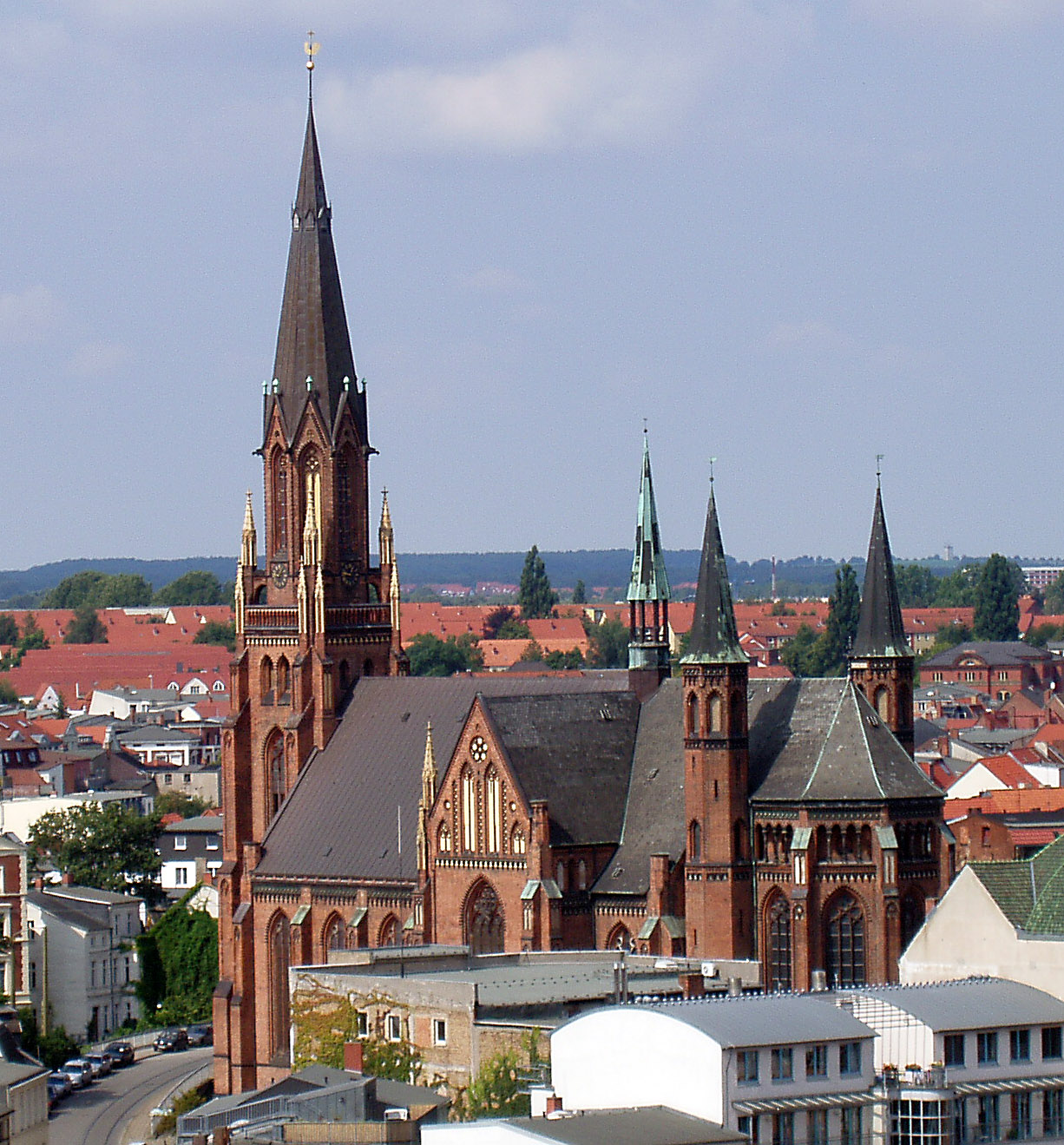
Paulskirche, Blick vom Schweriner Dom

Die Paulskirche ist eine neugotische Kirche in Schwerin. Sie gehört zur Evangelisch-Lutherischen Friedenskirchengemeinde Schwerin in der Propstei Wismar, Kirchenkreis Mecklenburg der Evangelisch-Lutherischen Kirche in Norddeutschland.

## Geschichte

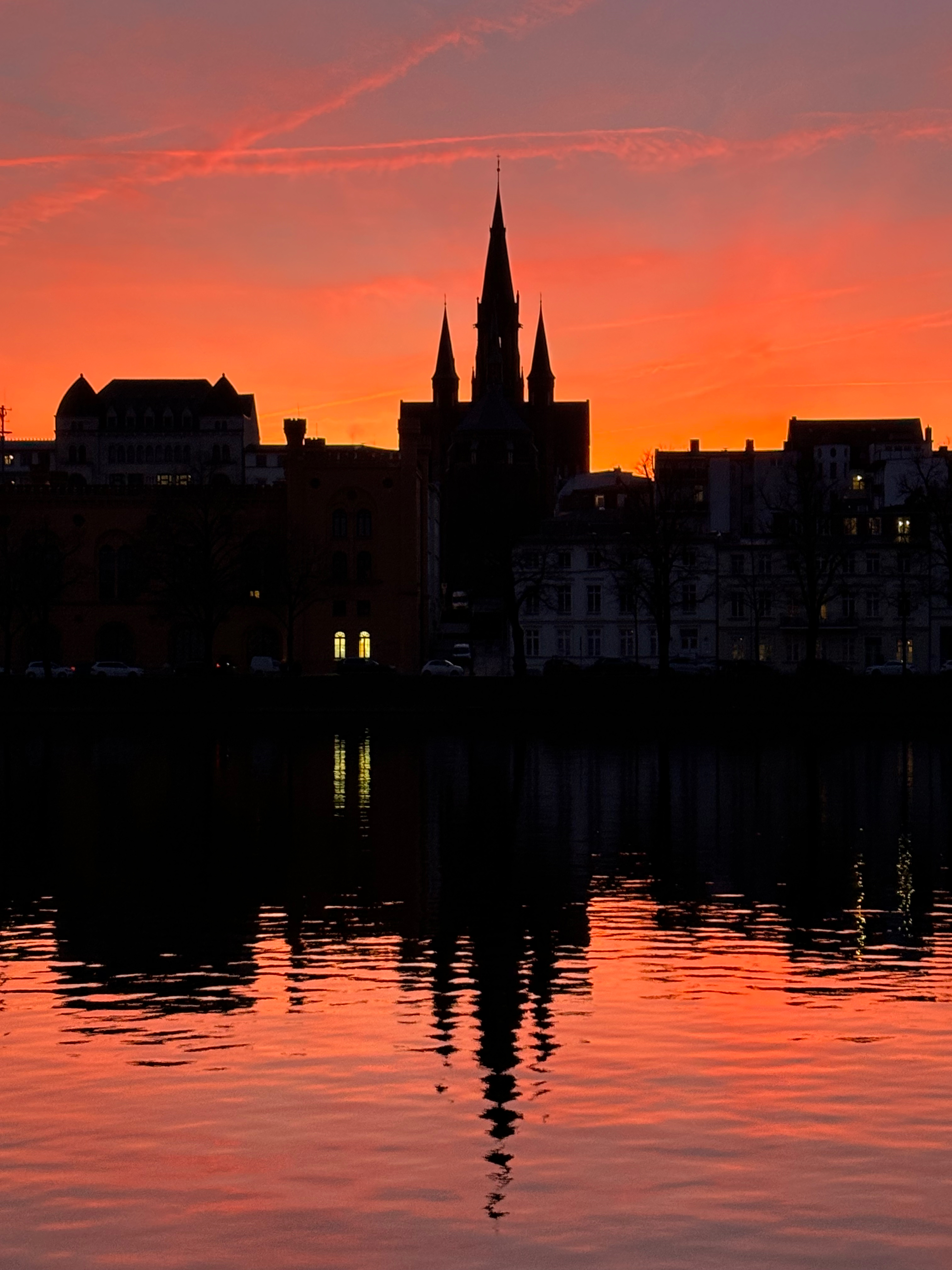
Paulskirche, Abendstimmung am Pfaffenteich (Romantik nach Karl Friedrich Schinkel)

Die Kirche wurde zwischen 1863 (Grundsteinlegung) und 1869 (Einweihung) im Auftrag von Großherzog Friedrich Franz II. von Mecklenburg-Schwerin erbaut. Sie ist ein Musterbau der Kirchbaugedanken des Eisenacher Regulativs, die unter Mitwirkung des Schweriner Oberkirchenratspräsidenten Theodor Kliefoth entstanden waren und von dem Schweriner Architekten Theodor Krüger (1818–1885) umgesetzt wurden. Die Paulskirche wurde nach zu dieser Zeit modernsten Methoden konstruiert, sie besitzt einen Stahl-Dachstuhl und Maßwerk aus witterungsbeständigem Klinker.
Der Entwurf des Turms geht maßgeblich auf den preußischen Architekten Friedrich August Stüler zurück und zeigt deutliche Übereinstimmungen mit seinen ursprünglichen Planungen für die St. Marienkirche in Königsberg in der Neumark sowie die St. Bartholomäuskirche in Berlin-Friedrichshain. 
Eine architektonische Besonderheit stellt die Zwerggalerie (offener Arkadengang) über dem Chorraum dar, ein Zierelement der mittelalterlichen Baukunst, ganz überwiegend der Romanik, aber vereinzelt auch der Gotik.
Die romantische Inszenierung der Paulskirche, auf einer Anhöhe über dem Pfaffenteich gelegen, orientiert sich dabei an dem Gemälde Gotischer Dom am Wasser von Karl Friedrich Schinkel. Die stadtseitige Südansicht des neugotischen Kirchenbaus korrespondiert in einer bewusst gestalteten Sichtachse zu der ebenfalls von Friedrich August Stüler vollendeten Hauptportalfassade des Schweriner Schlosses.
Der Schriftsteller Theodor Fontane notierte bei seinem Schwerinbesuch am 6. August 1870:

„Die Paulskirche. Sehr hübsch. Farblich von höchst angenehmer Wirkung, das Ganze ein Musterstück, ein Chef d'Œuvre. Dennoch wirkt das Ganze nicht im geringsten mächtig, erobernd. Fast wirkt es wie eine gut gemalte gotische Kirche oder ein hübsches Kirchenmodell. Man sieht der Arbeit zu sehr die Arbeit, die Sorge, die Mühe an, das Verlangen, alles recht hübsch zu machen. Es hat den Charakter einer Studie, einer fleißigen Examensarbeit. Es überwältigt nicht.“

Im Gegensatz zu vielen anderen neugotischen Kirchen ist in der Paulskirche die Ausstattung erhalten geblieben. Dazu gehören die Glasmalereien mit Darstellungen der Heilsgeschichte, die vermutlich auf ein Programm Kliefoths zurückgehen, sowie die Fürstenloge, die Kanzel und der Altar mit Gemälden von Karl Gottfried Pfannschmidt. Pfannschmidt schuf außerdem den Hauptschmuck der Schweriner Schlosskirche, das Altargemälde der St. Marienkirche in Königsberg in der Neumark, den Altarraum der  Marienkirche in Barth (Vorpommern) – eine Auftragsarbeit des Königs Friedrich Wilhelm IV. von Preußen – sowie einige Ausmalungen im Treppenhaus des Neuen Museums in Berlin, immer in enger Zusammenarbeit mit seinem Landsmann aus Mühlhausen/Thüringen Friedrich August Stüler.
Das Bauwerk ist seit 2024 als Teil des Residenzensembles Schwerin UNESCO-Welterbe.

## Ausstattung

### Kanzel

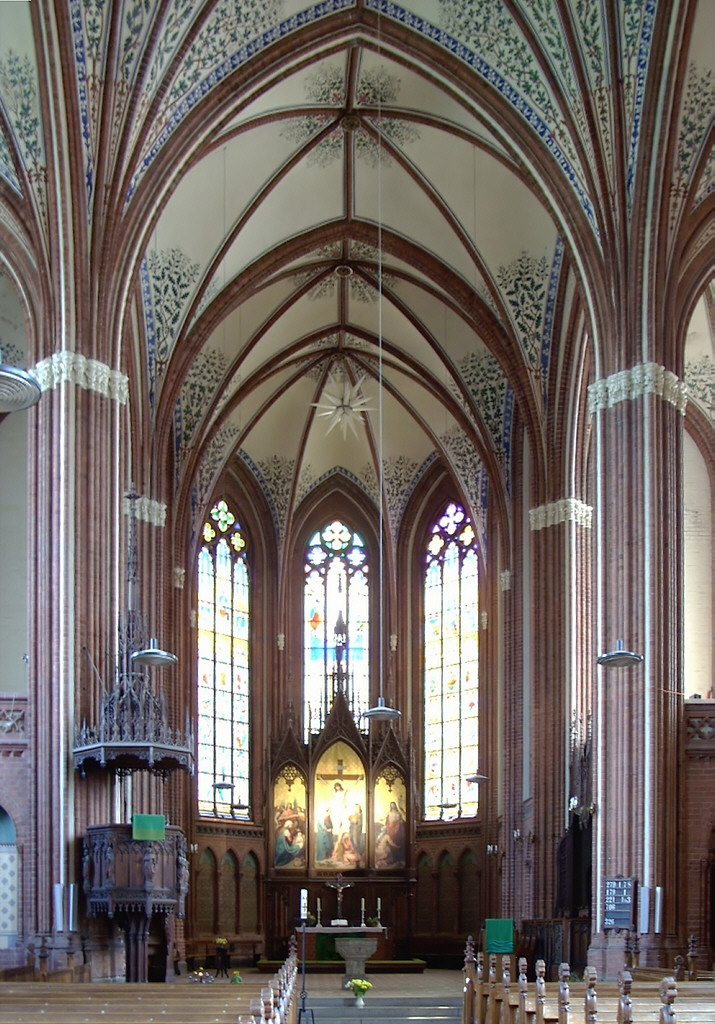
Innenraum

Die Kanzel ist bedeckt mit einer hohen aufwendigen Schnitzerei im gotischen Stil. Sechs Figuren, vom Künstler Sorge aus Hannover geschnitzt, zieren die Kanzel: die vier Evangelisten, sowie Moses und Paulus. Dies ist eine gängige Darstellung an Kanzeln.

### Altar
Das dreiteilige Altarbild von Carl Gottfried Pfannschmidt ist nicht zu trennen von der Gesamtidee der Chorraumes. Nach den Richtlinien für den Kirchenbau sollten Altargemälde nur die „Hauptthatsachen des Heils“ darstellen: Hier sind es die Menschwerdung Gottes in der Geburt Jesu von Nazareth, sein Opfertod am Kreuz und die Auferstehung, die drei Eckdaten des Kirchenjahres: Weihnachten, Karfreitag und Ostern. Pfannschmidt kommt aus der Tradition der Nazarener und hat stilistisch Anleihe bei den Malern der italienischen Renaissance genommen. Ende des 19. Jahrhunderts wurde das Abendmahl so gefeiert, dass die Kommunikanten um den Altar herumgingen. Auf der Südseite gingen sie an einer Engelfigur vorüber, die den Kelch trägt. Auf der anderen Seite trägt ein Engel das Buch mit den sieben Siegeln. Den Altar krönt ebenfalls ein Engel, der von dem Münchener Künstler Weiß gefertigt ist. Er trägt eine Siegesfahne, Symbol der Überwindung des Todes.

### Fenster
Im Ostfenster ist Christus der Verklärung dargestellt.

#### Chorfenster
Das Bildprogramm der Chorfenster ist in seiner Art einzig. Hier spiegelt sich die ganze Weite der Geschichte des Heils vom Paradies bis hin zum Jüngsten Tag entsprechend der theologischen Sicht Theodor Kliefoths. Unter den Fenstern sind auf Gobelinmuster die Titel der Bildmotive verzeichnet. Die Kartons für die Glasmalerei, die im Staatlichen Museum zu Schwerin erhalten sind, hat der Düsseldorfer Maler Gustav Stever gefertigt. Die Glasfenster hat Ernst Gillmeister gefertigt.
Die fünf Chorfenster wurden von 1995 bis 1996 im Rahmen eines Projektes der Deutschen Bundesstiftung Umwelt zur modellhaften Beseitigung von Umweltschäden an national wertvollen Glasmalereien restauriert und mit einer Schutzverglasung aus Verbundsicherheitsglas ausgestattet.

#### Südfenster in der Vierung
Die beiden Darstellungen des Südfensters sind ein späterer Zusatz des 19. Jahrhunderts. Da ist zunächst die Darstellung des Abends vom Gründonnerstag. Jesus betet vor seiner Verhaftung. Der Engel weist auf das Kreuz, golden gefasst, denn es ist nicht nur das Symbol seines Sterbens, sondern auch der Auferstehung. Auch der Kelch des Leidens ist als Abendmahlskelch gedeutet.
Auf dem zweiten Fenster ist Christus abgebildet, als er verspottet wurde. Ein Soldat kniet vor ihm wie vor einem König, doch er ist für ihn nur der Spottkönig mit der Dornenkrone. Der Hohepriester, der durch das sogenannte Ephod an der Brust die zwölf Stämme des Volkes Gottes repräsentiert, verweist auf die erste Tafel der Gebote: Jesus habe Gott gelästert, er könne nicht Gottes Sohn sein. Diese Darstellung kontrastiert mit dem Glauben der Christen: Gott ist in diesem Jesus von Nazareth der wahre Herr der Welt.

## Orgel

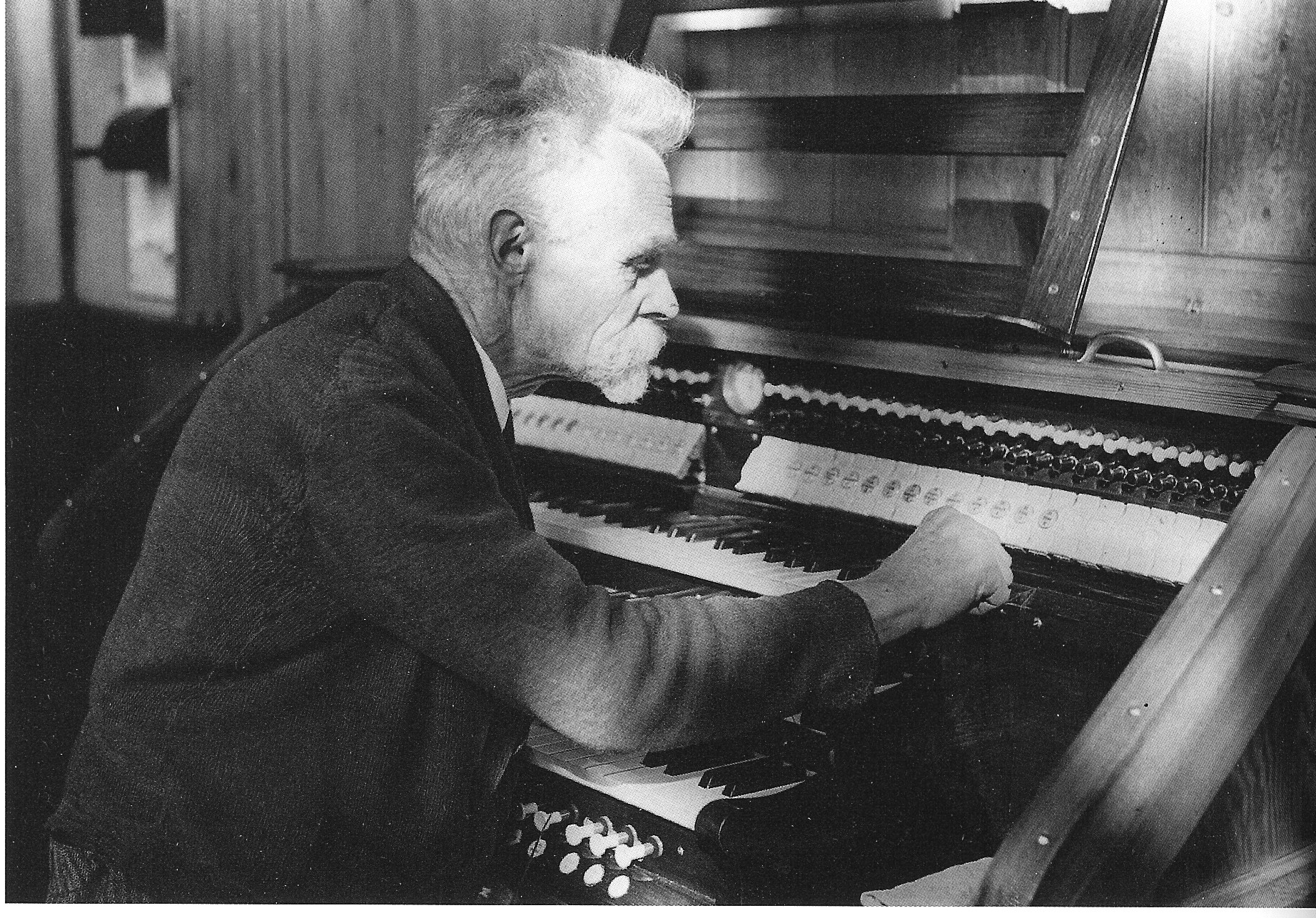
Marcus Runge am Spieltisch der Orgel, April 1934

Die Paulskirche enthält eine Orgel von Friedrich Friese III, die über 31 Register auf zwei Manualen und Pedal verfügt.
| I Hauptwerk C–f3 |                |       |
| 1.               | Bordun         | 16′   |
| 2.               | Viola di Gamba | 16′   |
| 3.               | Principal      | 8′    |
| 4.               | Doppelflöte    | 8′    |
| 5.               | Gedackt        | 8′    |
| 6.               | Gemshorn       | 8′    |
| 7.               | Salicional     | 8′    |
| 8.               | Oktave         | 4′    |
| 9.               | Flöte          | 4′    |
| 10.              | Quinte         | 2 ⁄3′ |
| 11.              | Octav          | 2′    |
| 12.              | Mixtur III–V   |       |
| 13.              | Trompete       | 8′    |

| II Oberwerk (schwellbar) C–f3 |                 |     |
| 14.                           | Lieblich Gedact | 16′ |
| 15.                           | Geigenprincipal | 8′  |
| 16.                           | Flauto          | 8′  |
| 17.                           | Lieblich Gedact | 8′  |
| 18.                           | Viola d’amour   | 8′  |
| 19.                           | Octave          | 4′  |
| 20.                           | Flöte           | 4′  |
| 21.                           | Flautino        | 2′  |
| 22.                           | Oboe            | 8′  |
|                               | Tremulant       |     |

| Pedal C–d1 |               |        |
| 23.        | Principalbass | 16′    |
| 24.        | Violon        | 16′    |
| 25.        | Subbass       | 16′    |
| 26.        | Principal     | 8′     |
| 27.        | Bassflöte     | 8′     |
| 28.        | Violon        | 8′     |
| 29.        | Quinte        | 5 1⁄3′ |
| 30.        | Octave        | 4′     |
| 31.        | Posaune       | 16′    |

- Koppeln: II/I, I/P, II/P
- Spielhilfen: Sperrventile, Calcantenruf

## Galerie

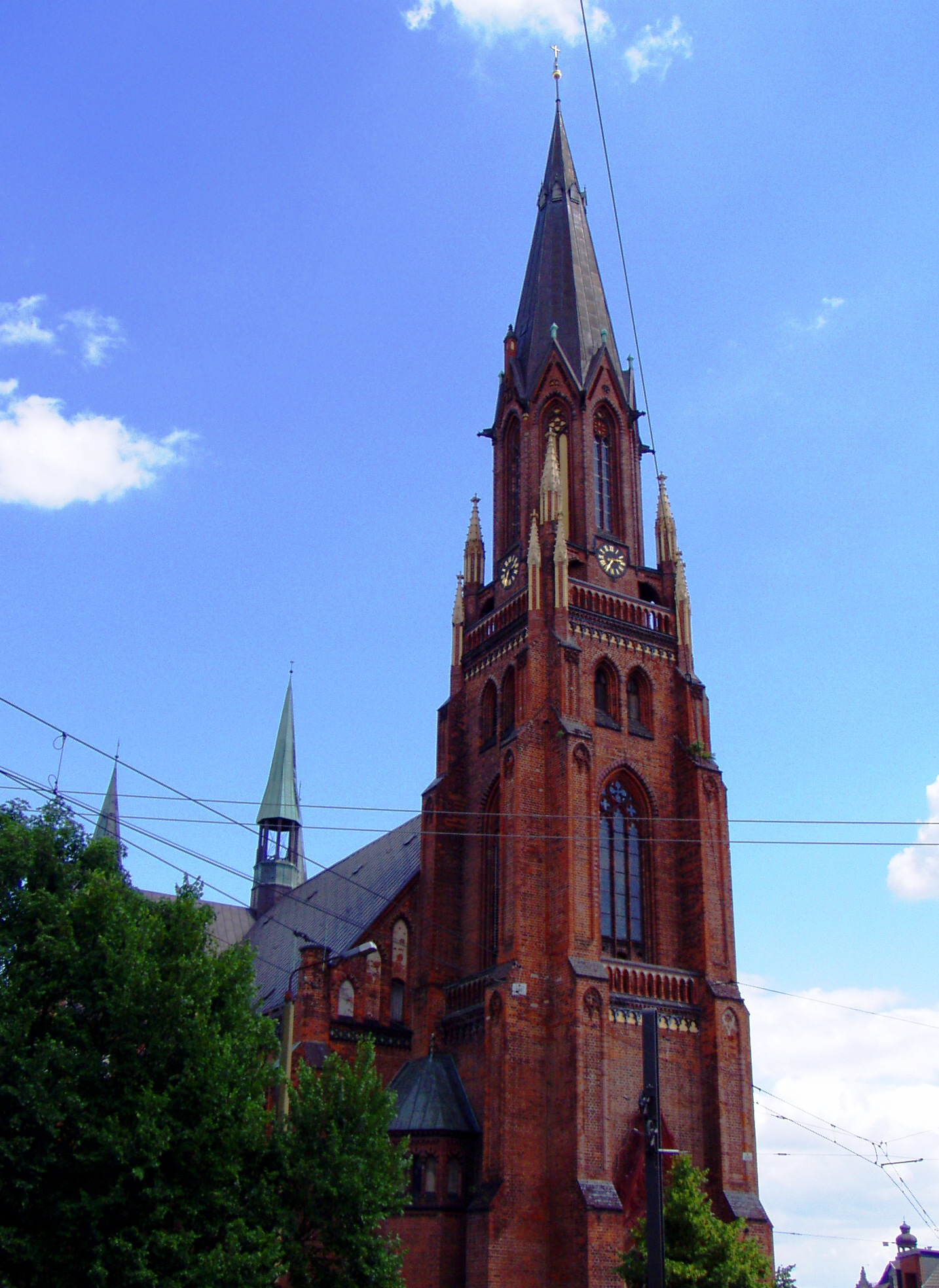
Turm der Paulskirche
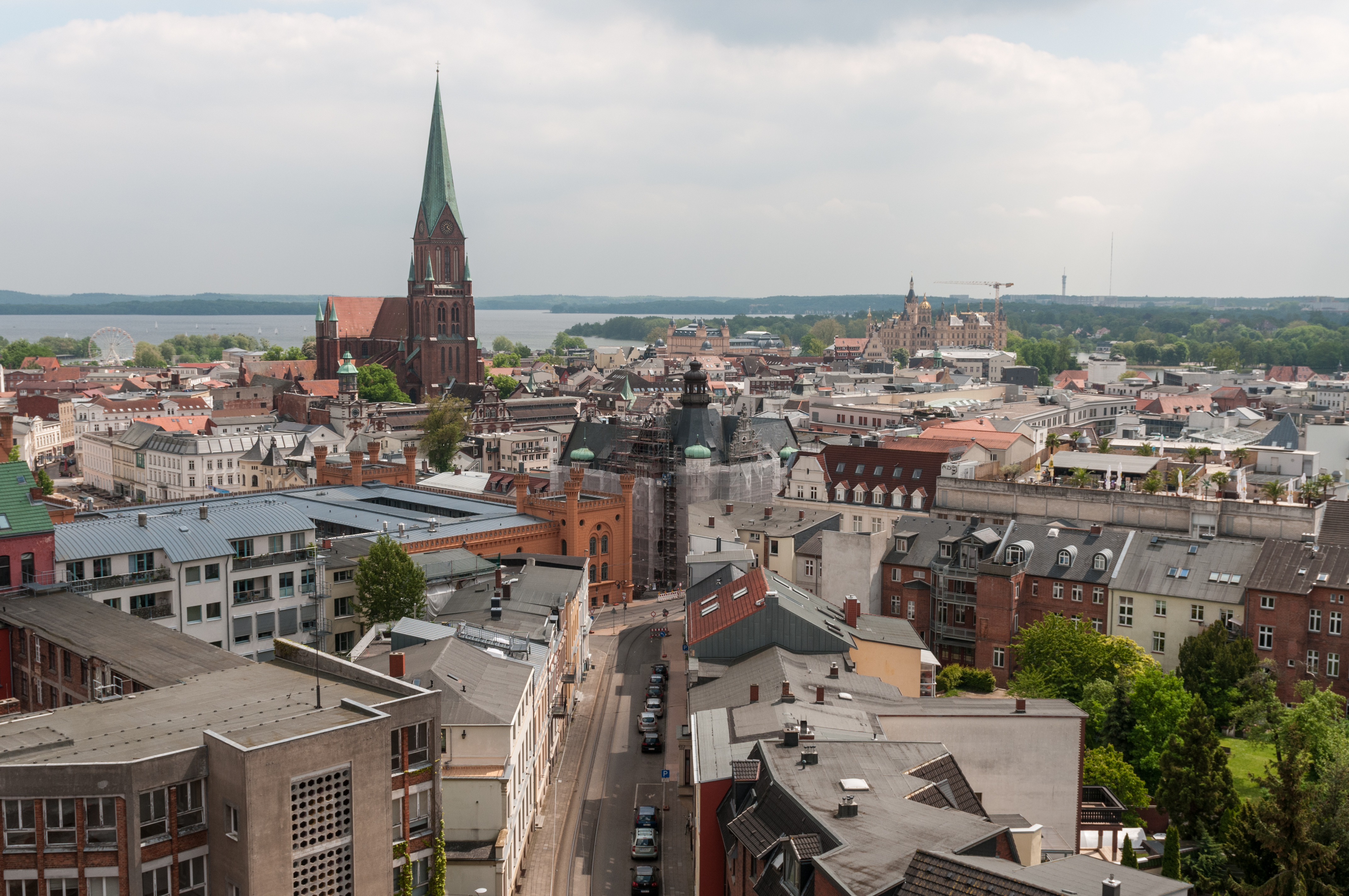
Ausblick vom Turm
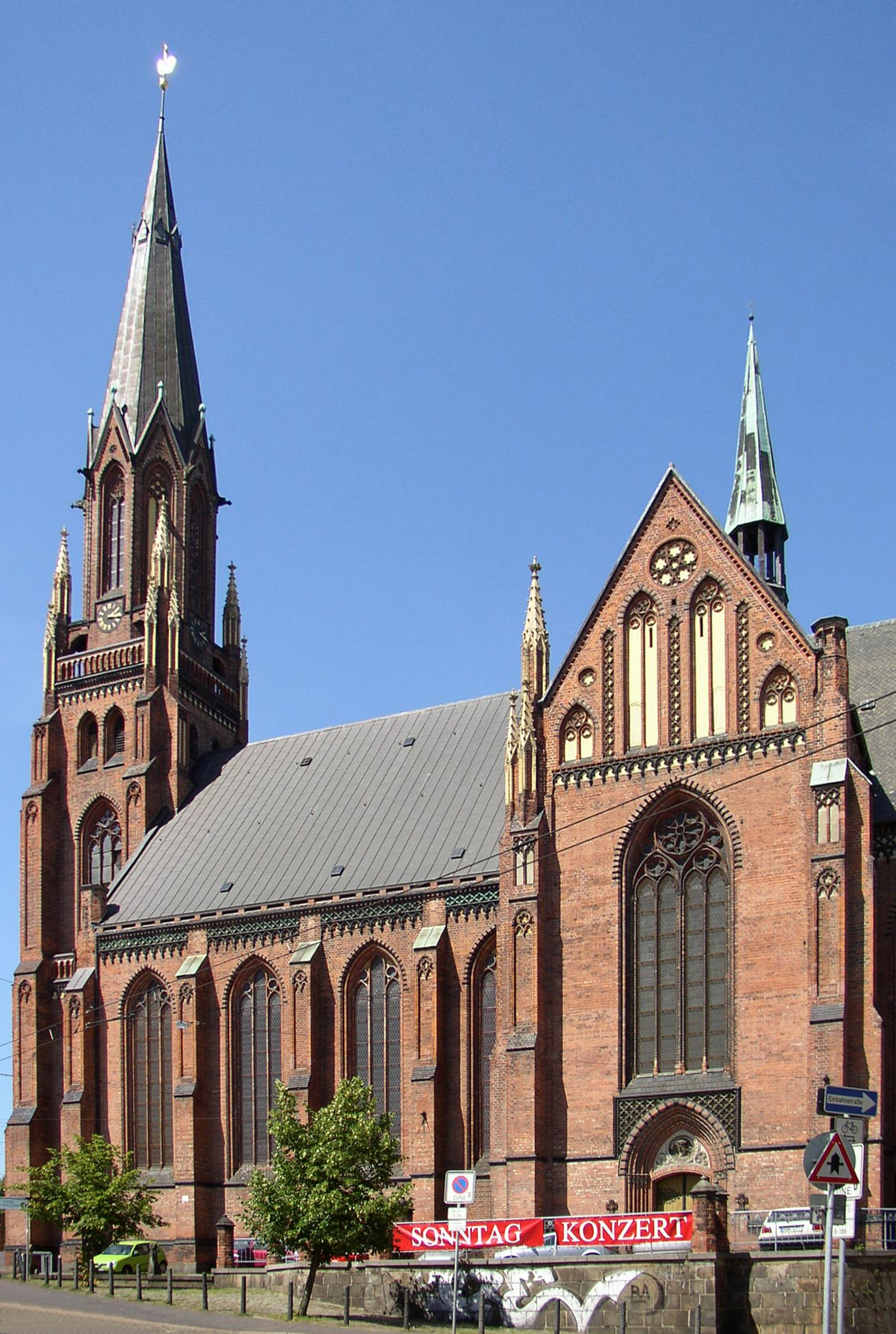
Ansicht von der Franz-Mehring-Straße
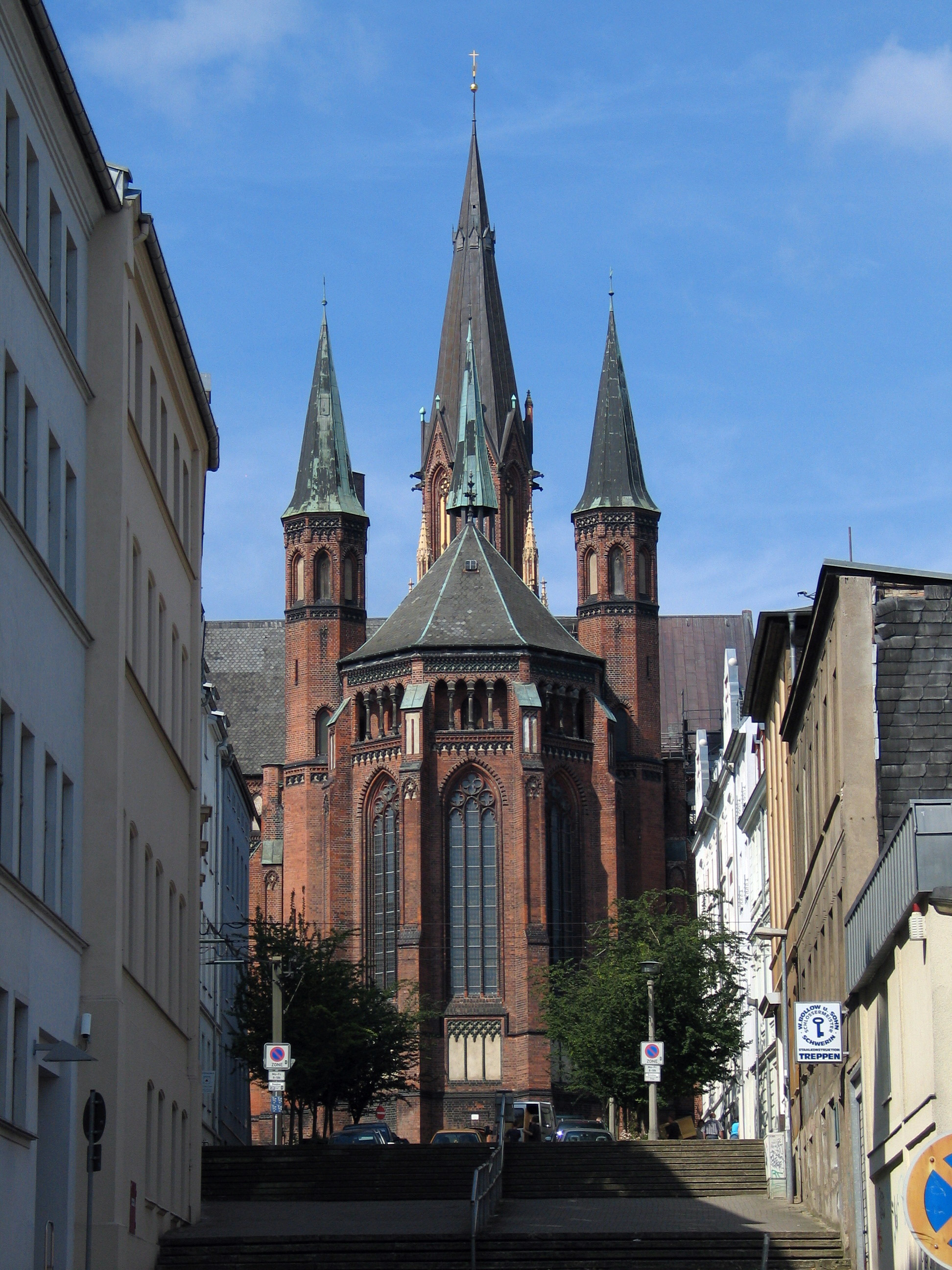
Ansicht der Ostseite
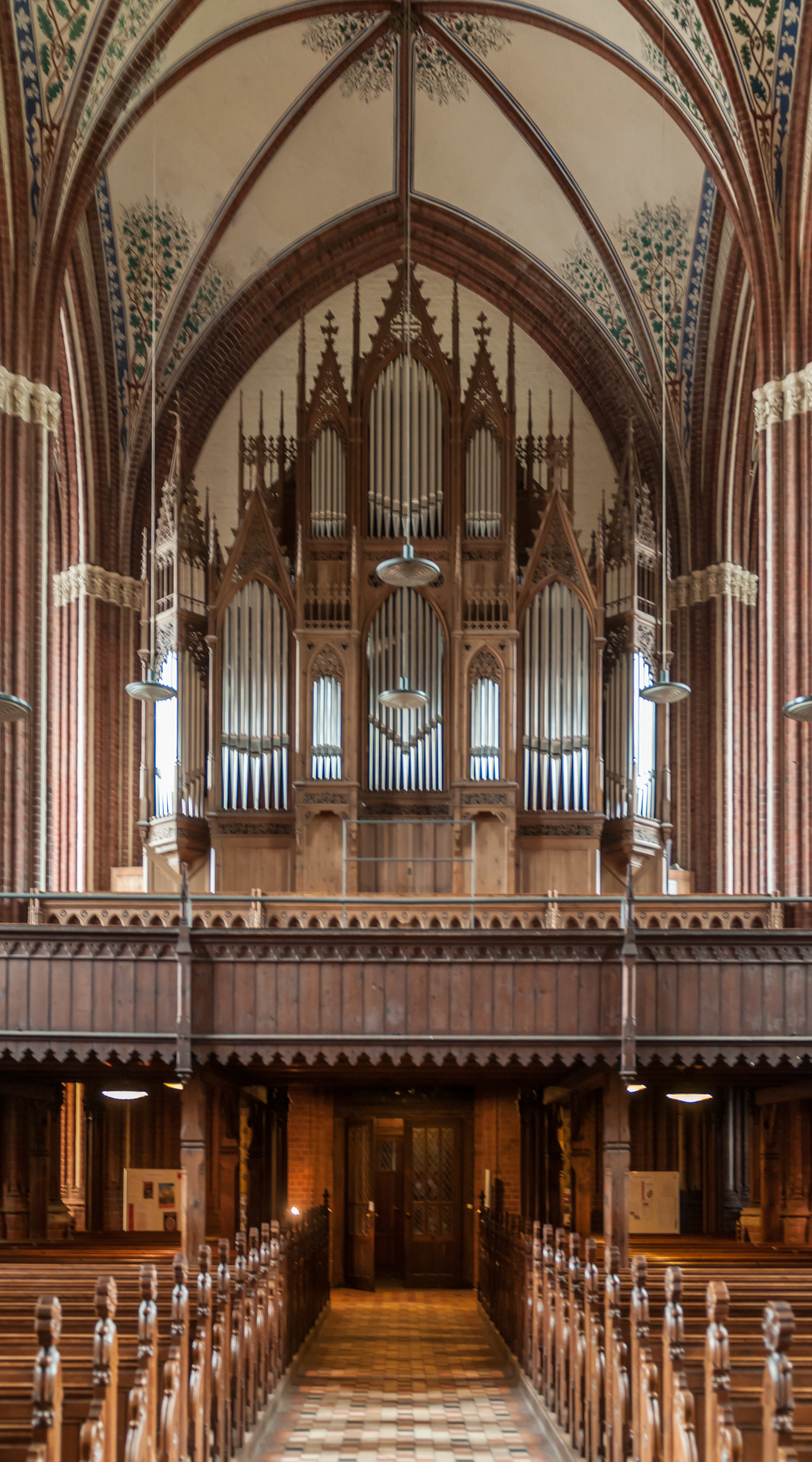
Orgel und Empore
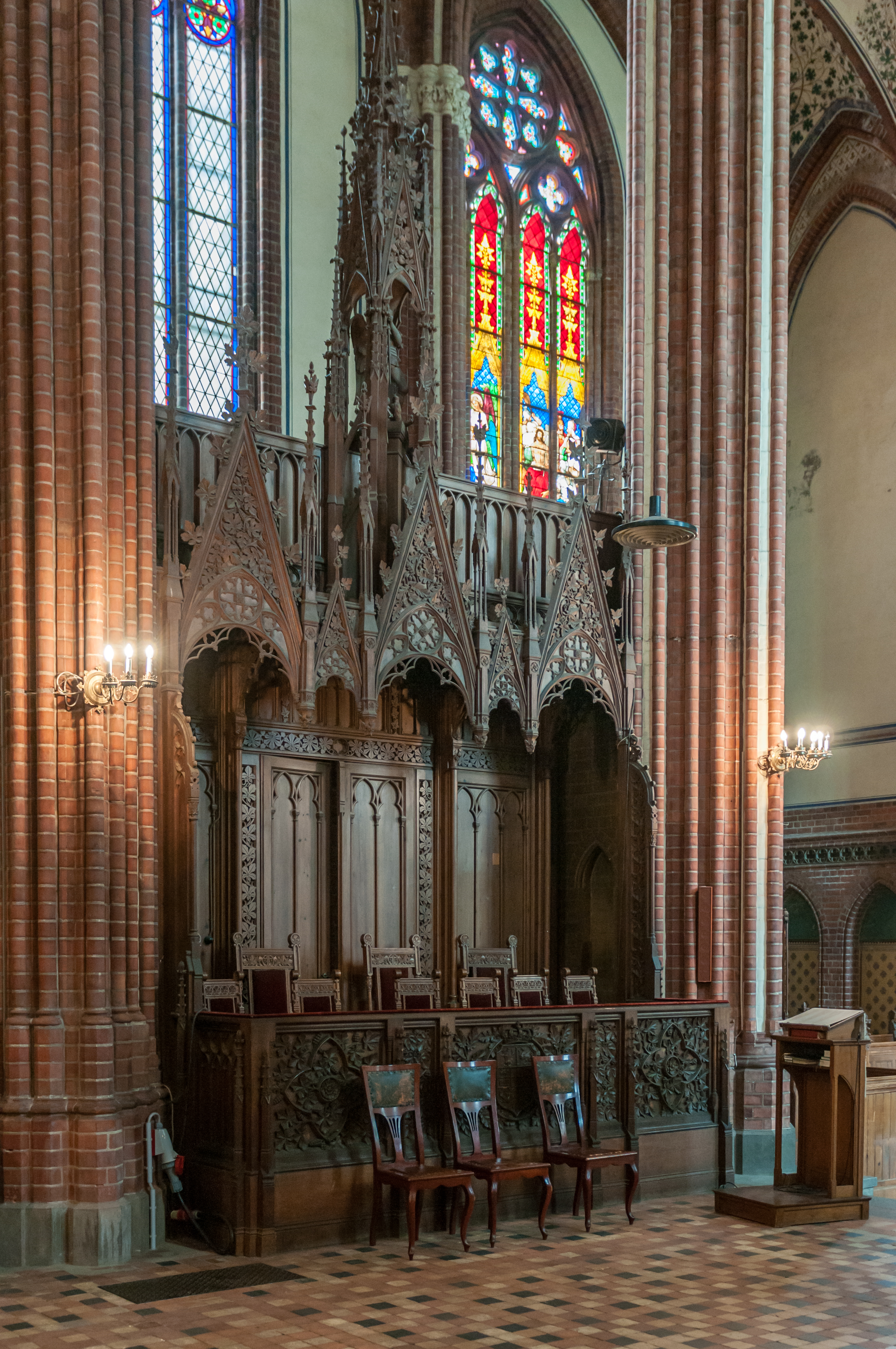
Gestühl
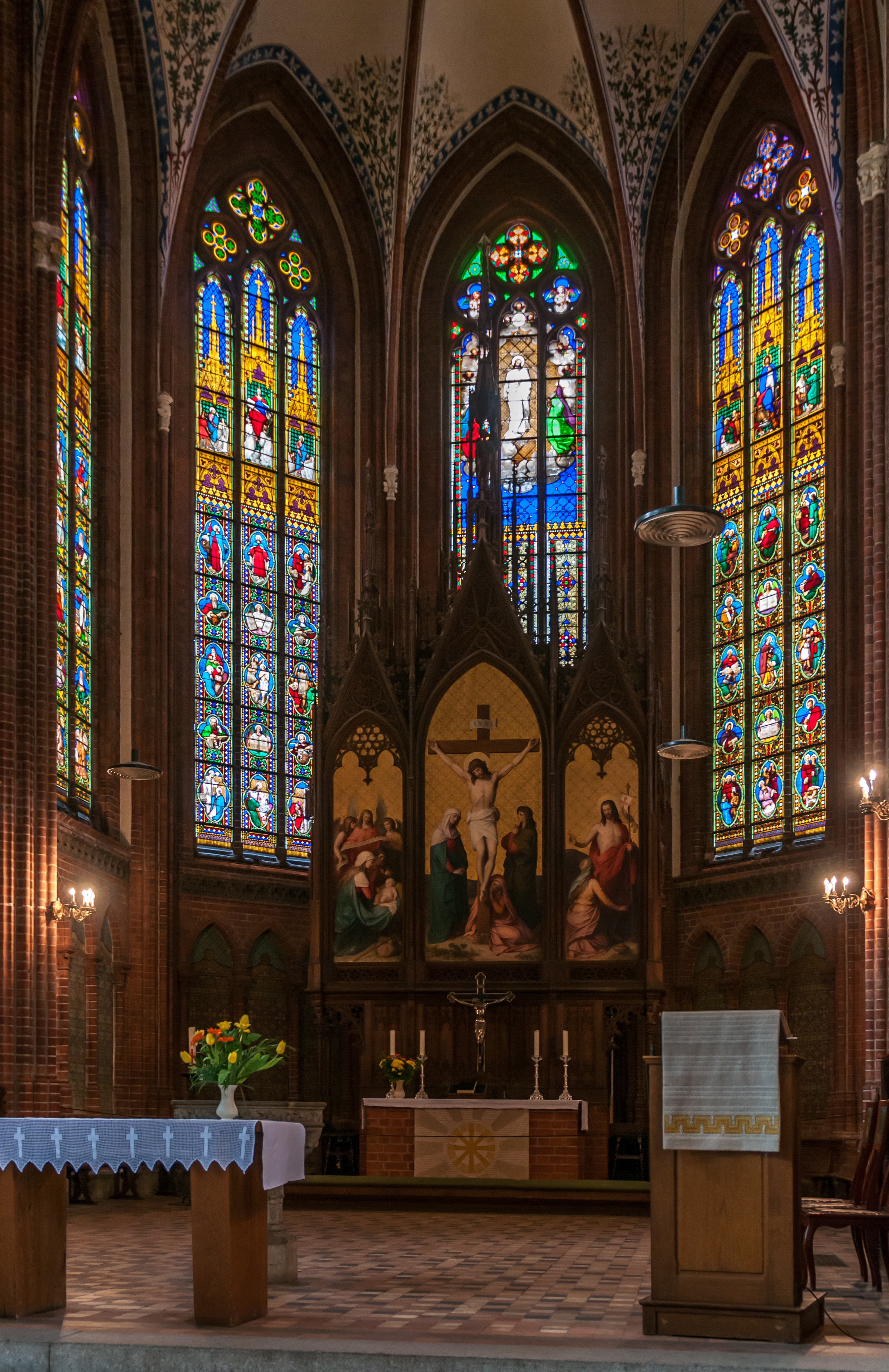
Altar und Chorfenster
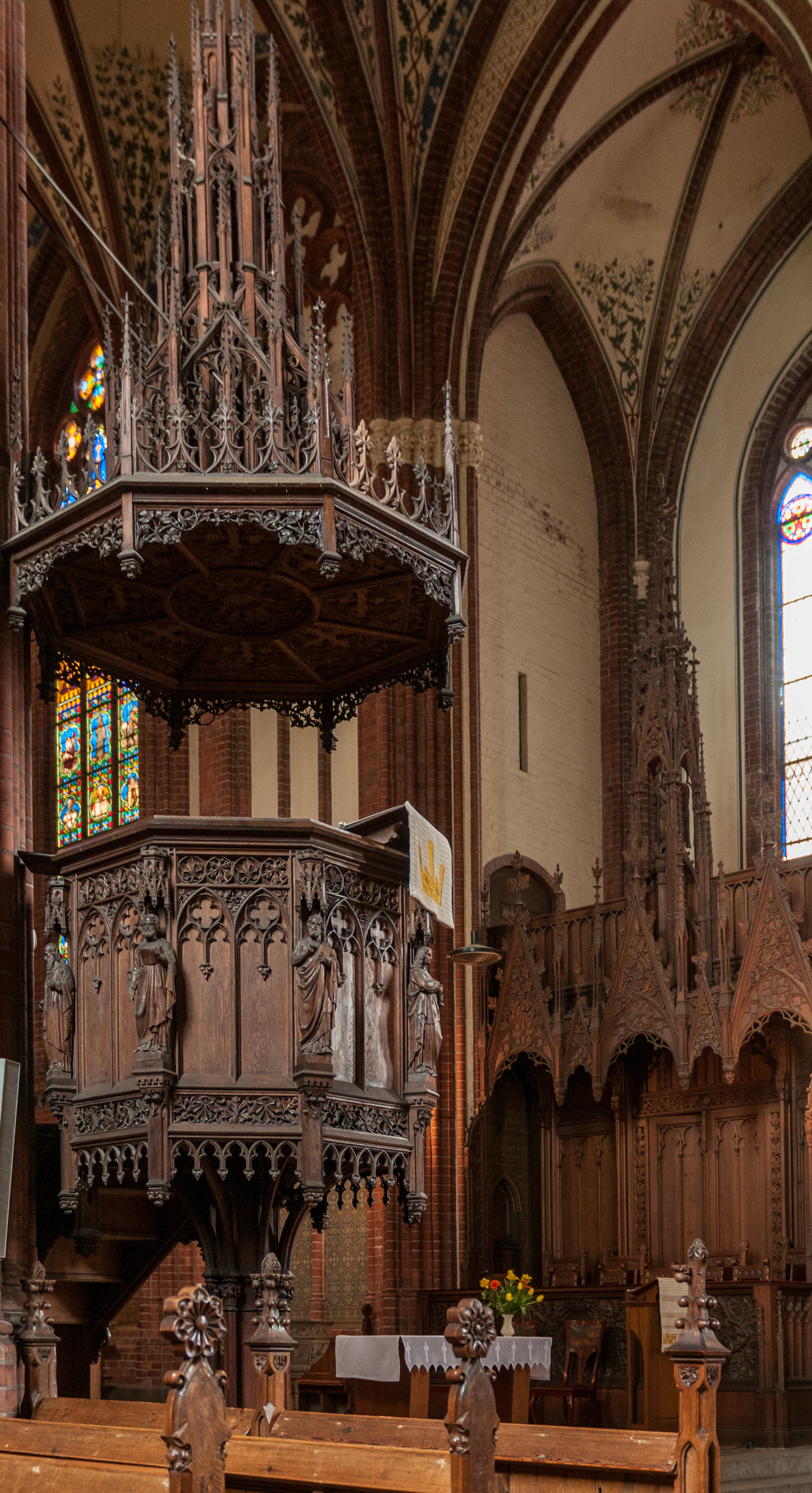
Kanzel